# Carolyn Genzkow
Carolyn Genzkow, née à Hambourg (Allemagne) le 11 juillet 1992, est une actrice allemande.

## Cinéma
- 2003 :

- 2006: Am Ende des Schweigens
- 2007: Krimi.de – Kein zurück
- 2007: Die Pfefferkörner
- 2007: Unter anderen Umständen
- 2007: Tatort: Macht der Angst
- 2007: Doktor Martin – Ausgebremst
- 2007: Doktor Martin – Ein Mann sieht rot
- dal 2008: Hamburg District 2011
- 2008: Brigade du crime – Harte Hand
- 2008: Die Gerichtsmedizinerin – Schlaf Kindlein, schlaf
- 2008: Die Gerichtsmedizinerin – Jenny
- 2008: Tatort – Unbestechlich
- 2009: Keine Angst
- 2009: Doktor Martin – An anderer Stelle
- 2009: Doktor Martin – Von Vätern und Söhnen
- 2009: Doktor Martin – Im Wald vor lauter Bäumen
- 2010: Zivilcourage
- dal 2012: Frühling (Fernsehserie)
- 2011: Der Bergdoktor – Neue Energien
- 2011: Stubbe – Von Fall zu Fall – Der Stolz der Familie
- 2012: Ein starkes Team – Die Gottesanbeterin (Fernsehserie)
- 2012: Wunschkind
- 2013: Der große Schwindel
- 2013: Alerte Cobra – Gestohlene Liebe
- 2013: Der Kriminalist – Der Sobottka-Clan
- 2013: SOKO Wismar – Ein Zipfel vom Glück
- 2014: Le Renard – Heißes Blut
- 2015: Der Lehrer – Jeder hat doch irgendwie ’nen Schaden
- depuis 2015:[Tatort
- 2015: Die schönste Nacht des Lebens
- 2015: Taxi
- 2015: Der Nachtmahr
- 2016: Der Staatsanwalt– Das verfluchte Haus
- 2016: Shakespeares letzte Runde
- 2017: Winterjagd

## Autres images

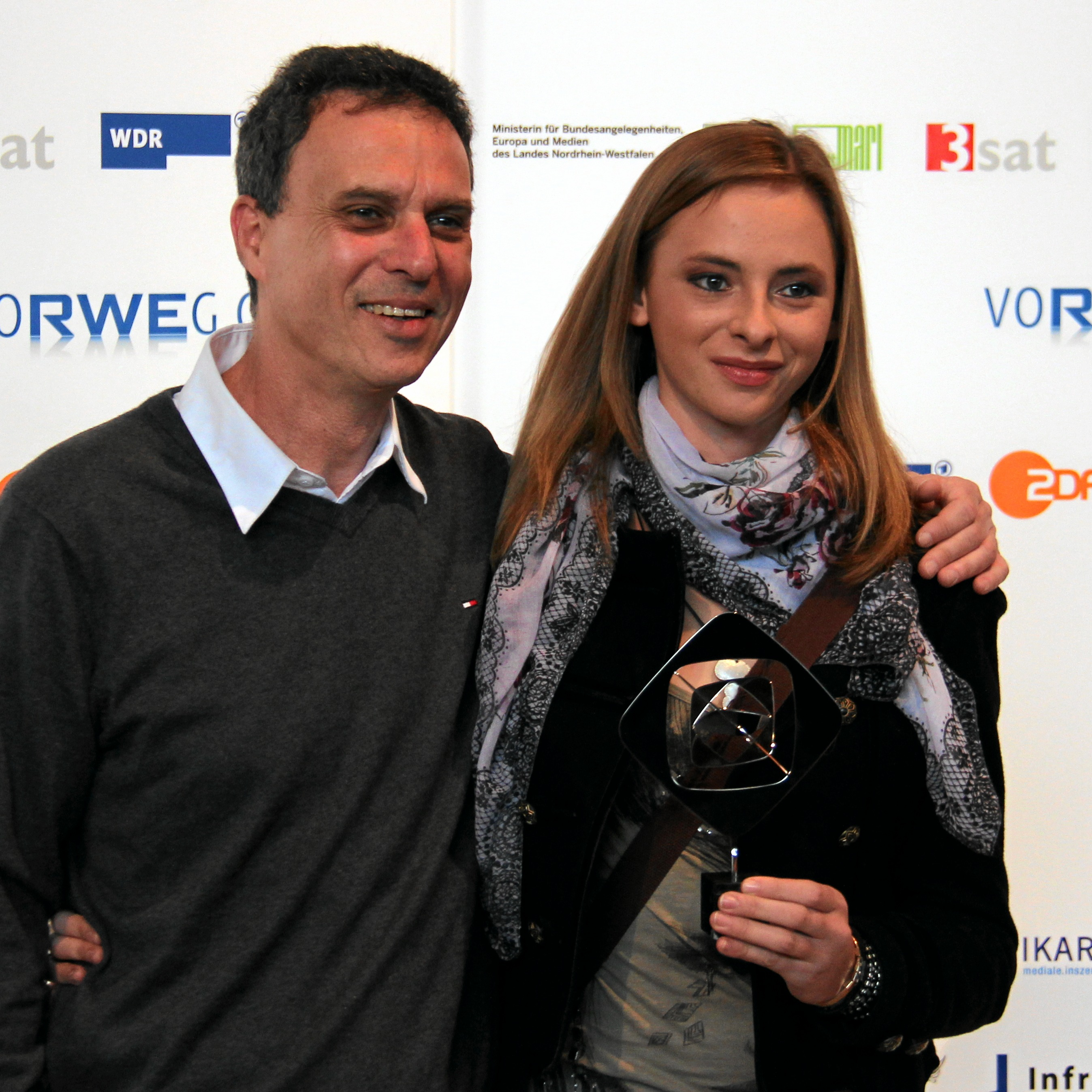
Dror Zahavi et Carolyn Genzkow lors de la remise du Prix Adolf Grimme en 2011.